# 素黄含笑
素黄含笑（学名：Michelia flaviflora）为木兰科含笑属下的一个种。